# Young Noble
Pour les articles homonymes, voir Noble et Cooper.
Young Noble, nom de scène de Rufus Lee Cooper III, né le 21 mars 1978 à Los Angeles  (Californie) et mort le 4 juillet 2025 à Atlanta (Géorgie),, est un rappeur américain. 
Il est membre des Outlawz, groupe de 2Pac. Young Noble est le dernier membre à se joindre à Outlawz en été 1996.

## Biographie
Young Noble est né à Los Angeles en Californie et a grandi à Montclair dans le New Jersey,. Il grandit aux côtés de Tupac Shakur et de Yaki Kadafi, son demi-frère.
Il fait ses débuts sur l'album de Shakur, The Don Killuminati: The 7 Day Theory, avec quatre chansons : Bomb First (My Second Reply), Hail Mary, Life of an Outlaw, et Just Like Daddy. Le 21 décembre 1999, l'album Still I Rise de Shakur fait participer Noble à la place de Hussein Fatal. Noble est le dernier membre à se joindre à Outlawz en été 1996 avant l'assassinat de Tupac. À ce sujet, Noble explique : « La première fois que je l'ai rencontré, c'était un gars assez paranoïaque. Il était fraichement sorti de prison, et les gens voulaient le liquider. Mais il m'a embrassé puis il m'a considéré comme son frère. Il se souciait des gens. Je le voyais donner de l'argent à n'importe qui sans distinction. S'il voyait un sans-abri dans la rue, il serait le premier à lui tendre un billet de 100 dollars ». Noble publie son premier album studio solo, Noble Justice, le 28 mai 2002. En 2007, il publie l'album collaboratif Thug in Thug Out avec Fatal Hussein. En 2008, il lance sa petite société de cinéma appelée Hobby Little Films, avec son partenaire Omar Sharief.
À la fin de 2011, Outlawz publient un nouvel album intitulé Perfect Timing qui fait notamment participer Scarface, Bun B et Tech N9ne ; concernant l'album, Young Noble explique que « c'était un vrai plaisir de bosser avec nos camarades. » En février 2013, Noble s'associe avec Deuce Deuce de Concrete Mob pour la publication du single The Fast Life. Toujours au début de 2013, il s'associe avec le rappeur Gage Gully pour la publication d'un album collaboratif intitulé Year of the Underdogz. En 2014, Noble et Hussein Fatal publient une mixtape intitulée Jerzey Giantz. La même année, Young Noble, E.D.I. Mean et Hussein Fatal produisent et réalisent la bande originale du film Five Thirteen réalisé par Kader Ayd. Le tracklisting de la bande originale comprend des featuring avec Snoop Dogg sur le morceau Karma et le rappeur Scarface sur Born Sinner. En date de 2015, Noble et E.D.I. Mean sont les seuls membres restants d'Outlawz. En février 2016, Noble et Deuce Deuce publient le clip de leur chanson 90z Shit extraite de leur prochain album collaboratif, The Code.

### Mort
Young Noble meurt le 4 juillet 2025 à Atlanta (Géorgie) à l'âge de 47 ans en se suicidant par arme à feu. Son décès est annoncé le même jour sur Instagram par E.D.I. Mean, son ami et dernier membre de Outlawz encore en activité.

## Discographie

### Albums studio
- 2002 : Noble Justice
- 2010 : Noble Justice: The Lost Songs
- 2012 : Son of God
- 2016 : Powerful

### Albums collaboratifs
- 2006 : Thug Brothers (avec Layzie Bone)
- 2006 : Against All Oddz (avec E.D.I.)
- 2006 : Soldier 2 Soldier (avec Stic.man)
- 2007 : Thug in Thug Out (avec Hussein Fatal)
- 2008 : All Eyez on Us (avec Lil' Flip)

### Compilation
- 2002 : Street Warz.

### Mixtapes
- 2012 : Outlaw Rydahz Vol. 1
- 2012 : DJ Outlaw Presents Young Noble - Outlaw Nation

### Bande originale
- 2013 : Five Thirteen

## Filmographie
- 2017 : All Eyez on Me